# Boøwy
Boøwy war eine japanische Rockband. In den 1980er Jahren erreichten sie einen legendären Status in ihrem Heimatland. Sie deckten ein breites musikalisches Spektrum ab, von Punk bis Poprock und hatten und haben Fans in allen Altersklassen.
Der Name Boøwy lehnt sich an den Musiker David Bowie an, der vom Boøwy-Gitarristen Tomoyasu Hotei sehr geschätzt wird.

## Bandgeschichte
Kyōsuke Himuro und Tomoyasu Hotei lernten sich 1979 auf einem Bandwettbewerb in Takasaki (Gunma) kennen, als sie dort für verschiedene Bands antraten. Himuro gewann mit seiner Band Death Penalty den Kontest, während Hotei mit seiner Band Blue Film den zweiten Platz belegte. Himuro gelang aber in der Folge nicht der Durchbruch, auch nicht mit einer neuen Band. Daher beschloss er schließlich zusammen mit Hotei, der inzwischen der Oberschule verwiesen worden war, eine neue Formation zu gründen. Diese bestand neben Himuro und Hotei anfangs aus Tsunematsu Matsui und Atsushi Moroboshi von Death Penalty, Kuniaki Fukuzawa von Blue Film und Mamoru Kimura von Himuros zwischenzeitlicher Band Spinach Power. Sie nannten sich zunächst Bōi (暴威) und spielten gelegenheitsweise in Shinjuku.
Bereits 1981 verließ Kimura die Band und wurde durch Makoto Takashi ersetzt. In der Zwischenzeit war die Band zu einer der gefragtesten Bands in der Konzertszene von Shinjuku geworden und hatte einen Plattenvertrag mit Victor abgeschlossen. 1982 änderten sie ihren Namen in Boøwy und brachten ihr erstes Album mit dem Namen Moral raus. In diesem Jahr entwickelte sich der Stil von Boøwy vom Punk weiter in Richtung Pop, was die Bandmitglieder Fukuzawa und Moroboshi zum Austritt aus der Band nach ihrem Konzert am 9. Oktober 1982 bewog.
1983 wechselte die Band zu ihrer neuen, eigenen Plattenfirma φ-connection, was zu dieser Zeit einen sehr ungewöhnlichen Schritt darstellte. Die folgende Zeit war daher für die Band, vor allem in PR-Fragen, eine sehr schwierige. Nachdem sie 1984 mit einer Konzerttour verbrachten, unterschrieben sie schließlich doch einen Vertrag mit der großen Plattenfirma Toshiba-EMI. Boøwy durchgeführt, in London, England, an der Marquee Club am 12. März, 1985.
Boøwy kehrte damit auf die große Bühne zurück und avancierten nach ihrem gleichnamigen Album Boøwy zu Japans Rockband Nummer eins. 1987 spielten sie auf ihrer Tour Case of Boøwy ein vierstündiges Programm mit ihrem gesamten Liedrepertoire von der Gründung an. Am 24. Dezember desselben Jahres kündigten Boøwy auf einem Konzert in Shibuya ihre Auflösung an. Die Gründe sind nicht vollständig aufgeklärt, die Trennung ist aber wohl auf Differenzen zwischen Himuro und Hotei zurückzuführen. Für ihre Abschiedskonzerte am 4. und 5. April 1988 im Tokyo Dome wurden die 95.000 Karten in zehn Minuten verkauft.

## Diskografie

### Alben
- 1982: Moral
- 1983: Instant Love
- 1985: Boøwy
- 1986: Just A Hero
- 1986: „Gigs“ Just A Hero Tour 1986 (Livealbum)
- 1986: Beat Eemotion
- 1987: Psychopath

### Alben nach der Auflösung
- 1988: Last Gigs (Livealbum)
- 1988: Singles (Kompilation)
- 1989: Orchestration Boøwy
- 1991: Boøwy Complete (Limited Edition)
- 1993: Boøwy Complete (Required Edition)
- 1998: This Boøwy (Kompilation)
- 2001: “Gigs” Case of Boøwy (Livealbum)
- 2002: Boøwy Complete 21st Century 20th Anniversary Edition
- 2004: Gigs at Budokan Beat Emotion Rock’n Roll Circus Tour 1986.11.11~1987.02.24 (Livealbum)

### Singles
- 1985: Honky Tonky Crazy
- 1985: Bad Feeling
- 1986: Wagamama Juliet (わがままジュリエット)
- 1986: B·Blue
- 1987: Only You
- 1987: Marionette
- 1987: Kisetsu ga Kimi Dake wo Kaeru (季節が君だけを変える)